# Bordes d'Estavill
Les Bordes d'Estavill és una antiga caseria de bordes de l'antic terme de la Pobleta de Bellveí, de l'actual de la Torre de Cabdella, al Pallars Jussà.
Situades a 1,2 km al sud del poble del qual depenien, Estavill, en dues carenes paral·leles, són actualment en part abandonades. Només queden dempeus la borda de Pau, la de Batllevell i, un xic apartada a ponent, la de Perutxo.
S'hi accedeix mitjançant un antic camí de carro, ample i pla, però on la vegetació ha crescut fins al punt que en el moment que el camí arriba a la llau de les Bordes, les bardisses s'han emparat del tot del pas principal. Es pot superar fàcilment anant a buscar el clar bosquet que s'estén a migdia del camí.
Entre les ruïnes de les bordes i les seves dependències (cledes i pallers), hi ha les restes de l'església romànica de Sant Salvador de les Bordes d'Estavill.